# Gerardo Moncada
Pour les articles homonymes, voir Moncada.
Moncada  Guiza est un nom espagnol. Le premier nom de famille, en général paternel, est Moncada ; le second, en général maternel, souvent omis, est Guiza.
Gerardo Moncada Guiza est un coureur cycliste colombien, né le 25 juillet 1962 à Chipatá (département de Santander), professionnel de 1986 à 1994. Il n'eut qu'une seule équipe professionnelle.

## Repères biographiques
À plus de cinquante ans, il continue les compétitions cyclistes. En 2015, il remporte le Tour de Colombie Master, dans sa catégorie d'âge.

## Équipes
Équipes professionnelles
- 1986 :  Postobón Manzana - RCN
- 1987 :  Postobón Manzana
- 1988 :  Postobón Manzana
- 1989 :  Postobón Manzana
- 1990 :  Postobón Manzana - Ryalcao
- 1991 :  Ryalcao - Postobón Manzana
- 1992 :  Postobón Manzana - Ryalcao
- 1993 :  Postobón Manzana
- 1994 :  Postobón Manzana

## Palmarès
- 1981
  - Tour de Colombie des moins de 23 ans
- 1988
  - Vuelta a la Costa[3]
- 1993  
  - 1 étape du Tour de Colombie[4].

## Résultats sur lesgrands tours

### Tour de France
5 participations.
- 1986: Abandon lors de la 12e étape.
- 1987: Mis hors course à l'issue de la 21e étape.
- 1990: 40e du classement général.
- 1991: 46e du classement général.
- 1992: 54e du classement général.

### Tour d'Espagne
5 participations.
- 1987: 27e du classement général.
- 1988: Abandon lors de la 13e étape.
- 1989: 18e du classement général.
- 1990: 25e du classement général.
- 1991: 25e du classement général.

### Tour d'Italie
1 participation.
- 1992: 39e du classement général.